# História da cidade de Nova Iorque
A história da cidade de Nova Iorque começa com a primeira documentação de europeus da região feita pelo capitão italiano Giovanni da Verrazano, no comando do navio francês LaDauphone, quando visitou o local, em 1524. Acredita-se que Verrazano explorou a área conhecida hoje como Alta Baía de Nova Iorque (Upper New York Bay). Lá, encontrou os lenapes, um grupo de tribos indígenas. Depois, voltou pelo estreito The Narrows, onde ancorou na noite de 17 de abril, realizando, assim, uma breve parada antes de continuar a viagem. Verranazo nomeou a área de Nouvelle-Angoulême (Nova Angoulême), em homenagem a Francisco I da França, Rei da França e conde de Angoulême.
A colonização europeia começou em 3 de setembro de 1609, quando o inglês Henry Hudson, a serviço da Companhia Holandesa das Índias Orientais, navegou pelo estreito de The Narrows, na Baía de Nova York, a bordo do navio Meia-Lua. Assim como Cristóvão Colombo, Hudson procurava uma rota ocidental para a Ásia. Ele não encontrou o caminho, mas registrou em cartas a abundante população de castores da região. 
Pele de castor estava na moda na Europa, e a exportação desse produto poderia alimentar um negócio lucrativo. O relatório de Hudson sobre os castores encontrados no local serviu como impulso para a fundação de colônias holandesas de comércio. Um desses assentamentos foi o de Nova Amsterdã, criado em 1624 no local onde, mais tarde, abrigaria a cidade de Nova Iorque. A importância do castor na história da região é refletida até hoje: a imagem do roedor é utilizada no selo oficial da cidade.
A área ao redor de Nova Iorque foi palco de batalhas da Guerra Revolucionária Americana, travada entre habitantes locais, que queriam a independência, e o Reino da Grã-Bretanha. A maior delas, a Batalha do Brooklyn, ocorreu em terras nova-iorquinas. Os britânicos venceram e ocuparam a cidade de setembro de 1776 até 1783, quando um tratado de paz entre americanos e ingleses encerrou a guerra. George Washington foi empossado como o primeiro presidente dos Estados Unidos em 30 de abril de 1789 em frente à Câmara Federal. A cidade serviu como a capital provisória dos Estados Unidos até 1790.
A moderna cidade de Nova Iorque alavanca seu desenvolvimento na criação dos cinco boroughs, em 1898, e experimenta um crescimento econômico após a Grande Depressão e a Segunda Guerra Mundial. Ao longo da história, Nova Iorque tem servido como o principal porto de entrada para muitos imigrantes. Suas influências culturais e econômicas a tornaram uma das mais importantes áreas urbanas nos Estados Unidos e do mundo.

## Até 1674

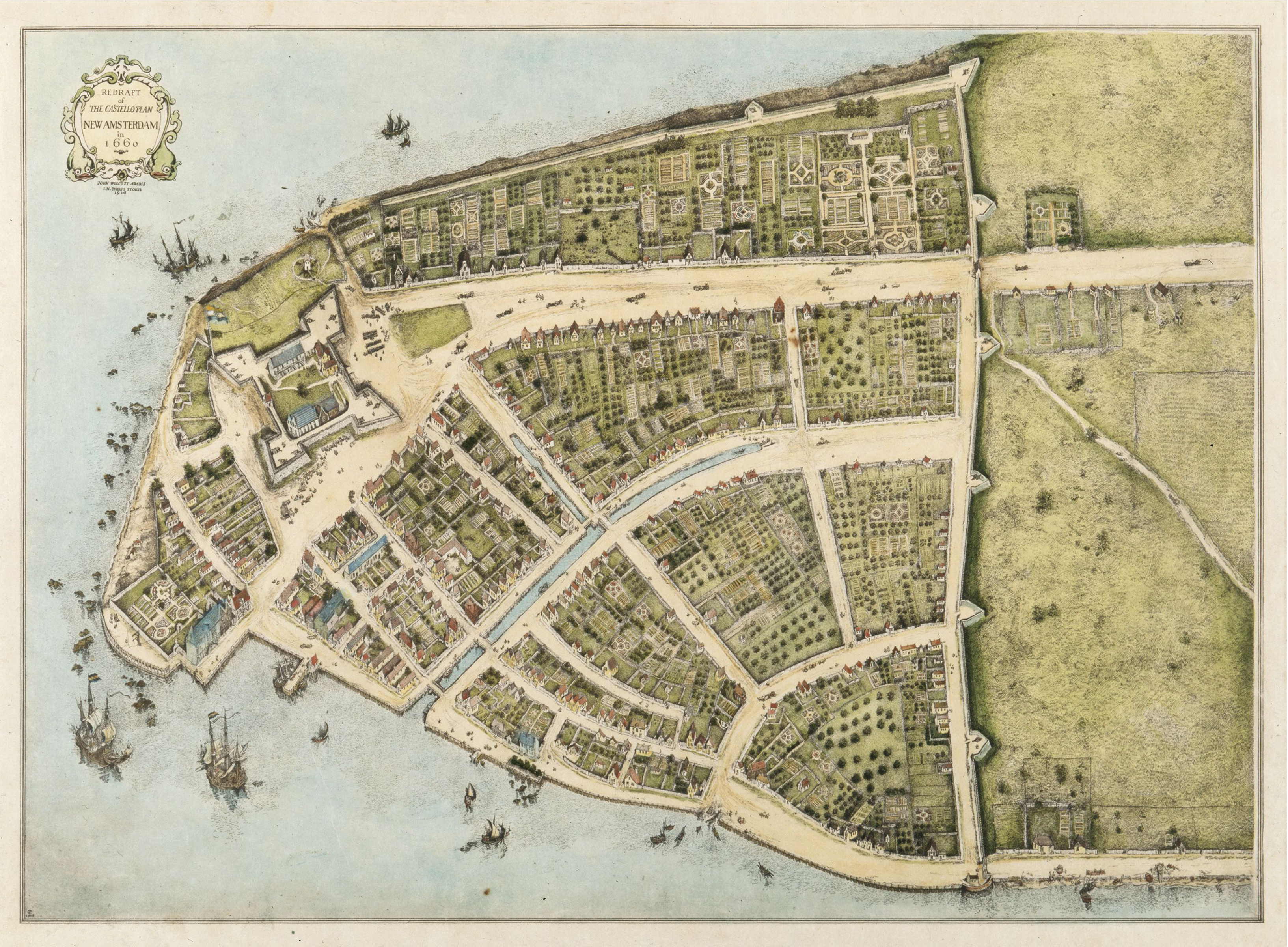
Lower Manhattan, em 1660, quando fazia parte de Nova Amsterdã. O norte é para a direita.

Na época da chegada dos europeus, a região onde atualmente se localiza a cidade de Nova Iorque era habitada por nativos americanos, principalmente pelos lenapes. Acredita-se que o primeiro europeu a visitar a região foi o italiano Giovanni da Verrazano, a serviço do Rei Francisco I de França. O navegador desembarcou na atual Staten Island em 1524, enquanto explorava a costa americana.
Outros exploradores também passaram pela região, após Verrazano, seguindo descrições dadas pelos nativos lenapes sobre a existência de uma ilha que eles chamavam de Manahata, mas nenhum deles conseguiu encontrar o local – a ilha é conhecida hoje como Manhattan. Foi somente em 1609 que Henry Hudson localizou a ilha. Hudson era inglês e estava a serviço dos Países Baixos em busca de uma rota para as Índias. A área descoberta e terras adjacentes, na costa, foram nomeadas pelos neerlandeses de Novos Países Baixos.
Em 1613, o explorador e comerciante neerlandês Adriaen Block e sua tripulação tornaram-se os primeiros europeus a viverem na ilha de Manhattan. Eles passaram o inverno daquele ano na região, vivendo em pequenas cabanas de palha, já que um incêndio destruiu o navio em que eles viajavam. No final do inverno, já em 1614, Block e sua tripulação construíram um novo navio e saíram de Manhattan finalmente, na primavera.
Em 1624, a Companhia Holandesa das Índias Orientais, uma empresa de comércio e colonização, mandou um grupo de assentadores à Manhattan. Em 1625, eles construíram um pequeno vilarejo e um forte, chamado Fort Amsterdam (Forte Amsterdam), no sul da ilha. O vilarejo logo foi nomeado como Nova Amsterdam. No ano seguinte, o governador dos Novos Países Baixos, Peter Minuit, comprou dos nativos algonquianos o terreno da ilha de Manhattan, pagando com produtos cujo valor total equivale hoje a 24 dólares americanos.

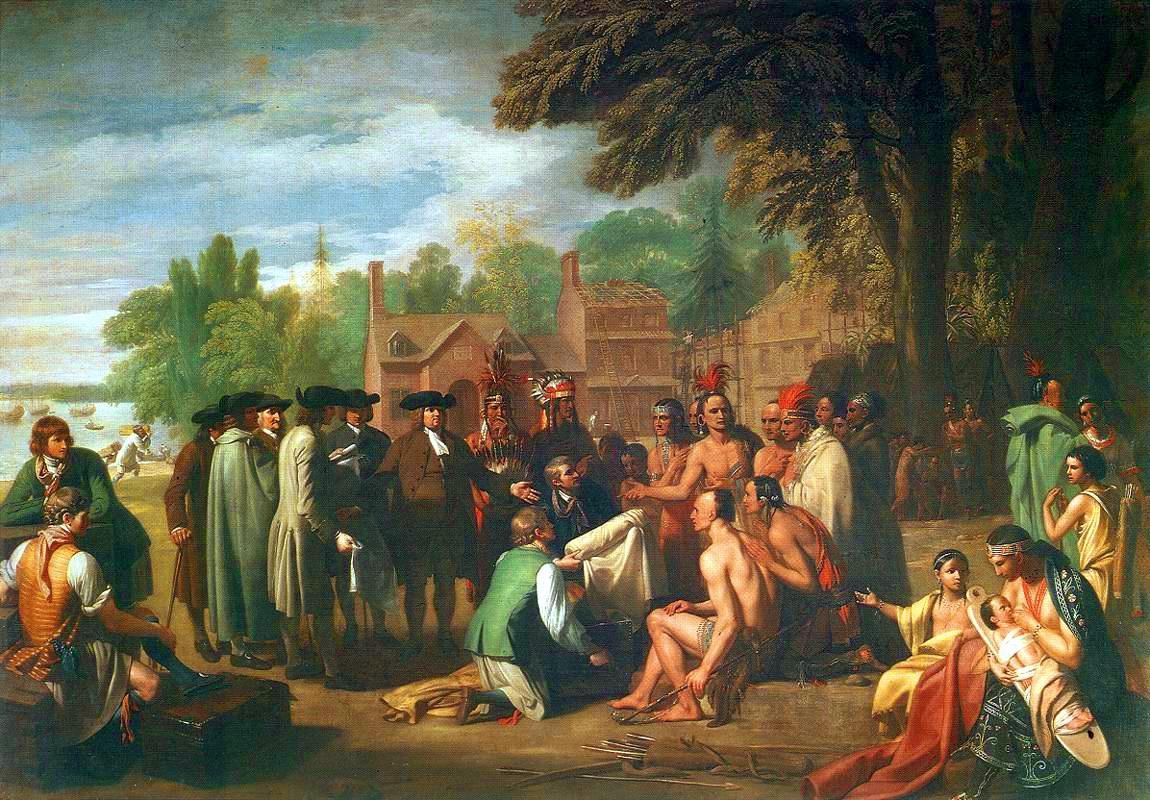
Pintura de Benjamin West (em 1771) retratando o acordo de William Penn com os lenapes em 1682.

O local cresceu lentamente durante seus primeiros anos, por causa da péssima administração dos primeiros governadores enviados pela metrópole para a administração dos Novos Países Baixos. Mas, em 1647, com o competente Peter Stuyvesant assumindo o cargo, a colônia neerlandesa prosperou rapidamente. Cerca de mil habitantes viviam na cidade por volta de 1650. Em 1653, os colonizadores construíram uma muralha ao sul da cidade, por medo de ataques dos nativos americanos, mas o muro caiu em poucos anos. Em seu lugar, uma rua foi construída – a atual Wall Street.
A prosperidade econômica da cidade e a pouca importância dada pelos governadores da colônia neerlandesa à origem dos habitantes da comunidade atraíram imigrantes, como espanhóis, judeus e africanos. Os primeiros moradores de Nova Amsterdam foram judeus de origem portuguesa que chegaram em 7 de setembro de 1654, fugindo da Inquisição na cidade de Recife. Das 16 naus que partiram às pressas do Brasil, uma delas chegou a Nova Amsterdam. Transportava 23 judeus, todos sem bens, já que a nau em que viajavam foi saqueada na Jamaica. Os recém-chegados estabeleceram residência e trabalharam no comércio. Os restos mortais desses judeus, bem como alguns de seus descendentes, estão enterrados em um pequeno cemitério localizado em Chinatown chamado First Shearith Israel Graveyard.

## 1674 - 1760
Os Países Baixos e a Inglaterra enfrentaram-se em três guerras, as Guerras Anglo-Holandesas, que duraram de 1652 a 1670. Em 1664, a força naval inglesa forçou a entrada na baía de Nova Iorque, enfrentando mínima resistência dos habitantes da cidade. Os ingleses renomearam a cidade de New York, em homenagem a Jaime, Duque de Iorque.
Em 1673, os Holandeses recuperaram novamente a cidade, e o renomearam de New Orange, mas um ano depois, em 1674, cederam definitivamente a cidade aos ingleses (bem como toda a região de Novos Países Baixos), após a derrota Holandesa na Terceira Guerra Anglo-Holandesa.
A cidade cresceu rapidamente sob controle inglês. Em 1700, a cidade possuía uma população de sete mil habitantes, e ruas e estruturas cobriam a parte inferior de Manhattan. O primeiro jornal diário da cidade, o New York Gazette, foi impresso pela primeira vez em 1725. Liberdade de imprensa foi instituída em 1735. Em 1754, foi construída a primeira faculdade da cidade, a King's College, que é atualmente a Universidade de Columbia. Em 1756, o Dia de São Patrício foi celebrado em 17 de março, e desde então ficou famoso mundialmente como a parada de São Patrício, que é um feriado na cidade e tem influência direta dos imigrantes Irlandeses - as pessoas saem às ruas vestidos de verde para o desfile.

## 1760 - 1880

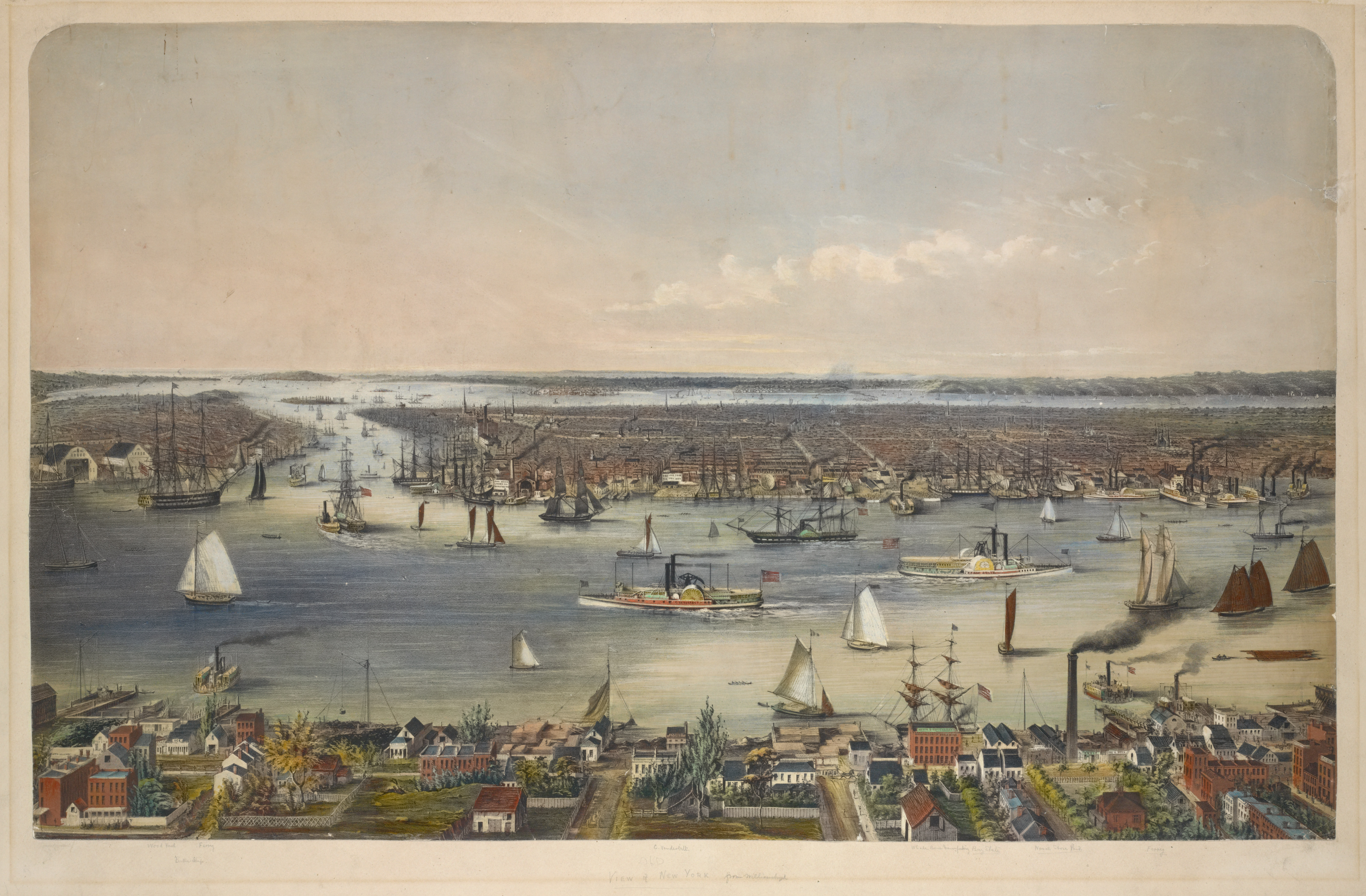
Nova Iorque em 1848.

A cidade de Nova Iorque teve um papel essencial ao longo da resistência americana ao controle britânico. Em 1765, comerciantes juntaram-se no centro na cidade, protestando contra novos impostos criados pelos britânicos. Em 1770, habitantes da cidade enfrentaram soldados britânicos, deixando um morto.
Logo que a Guerra da Independência dos Estados Unidos da América começara, em 1775, os rebeldes americanos tomaram controle da cidade de Nova Iorque. Mas em 1776, os britânicos recapturaram a cidade, que continuou sob domínio britânico até o final da guerra, em 1783.
Em janeiro de 1785, e até 1790, Nova Iorque foi escolhida para ser a capital temporária do recém-formado Estados Unidos. George Washington foi eleito como o primeiro Presidente do país em 1789, na cidade. Então, Nova Iorque, com seus 49 mil habitantes, era a terceira maior cidade do país, sendo superada apenas por Boston e Filadélfia. Mas Nova Iorque cresceu rapidamente, tanto econômica quanto populacionalmente, devido à sua excelente posição geográfica e às excelentes condições da baía de Nova Iorque. Em 1792, a Bolsa de Valores de Nova Iorque foi criada, na Wall Street. Por volta de 1800, Nova Iorque tinha cerca de 60 mil habitantes, e já era a maior cidade dos Estados Unidos.

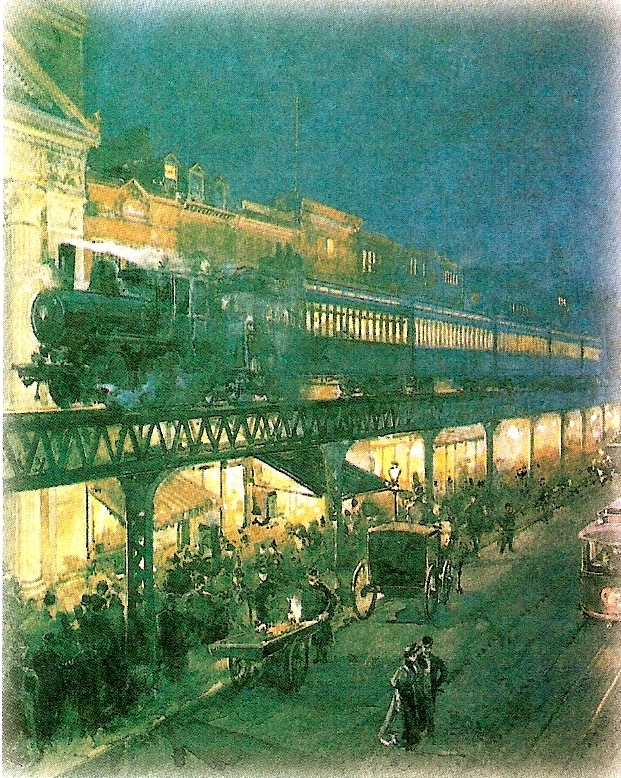
Bairro de Bowery, em 1895, em pintura de Louis Sontag.

Em 1811, a municipalidade de Nova Iorque, buscando melhor planejar o crescimento da cidade, que até então crescera desordenadamente, decidiu que toda via pública construída na cidade teria que correr em linhas paralelas, num sentido norte-sul (avenidas) ou leste-oeste (ruas).
O Canal de Erie, que permitiu acesso dos Grandes Lagos ao Oceano Atlântico, foi aberto em 1825, e a importância da cidade de Nova Iorque como um centro portuário crescera bastante, ultrapassando a cidade de Montreal, e tornando-a a cidade portuária mais importante do leste americano. Além disto, um número crescente de bancos e companhias financeiras que escolheram Nova Iorque como sede contribuíram muito para o rápido crescimento da cidade.
Ao longo do século XIX, milhares de imigrantes desembarcavam na cidade, anualmente. Até o final do século, por volta de 1890, a maioria era procedente da Alemanha, Irlanda, Inglaterra, Suécia, Noruega ou Dinamarca e após 1890, Itália. Muitos imigrantes tinham muitos problemas para se ajustarem ao estilo de vida americano, vivendo em favelas superlotadas e tendo problemas para conseguir um trabalho.
Uma sociedade política, a Tammany Hall Society, composta de diversos políticos do Partido Democrático, oferecia postos de trabalho, presentes e conselhos aos imigrantes, em troca de votos para membros da sociedade. Como consequência, esta organização política controlou a cidade por um longo período de tempo, até 1934.

## 1880 - 1940

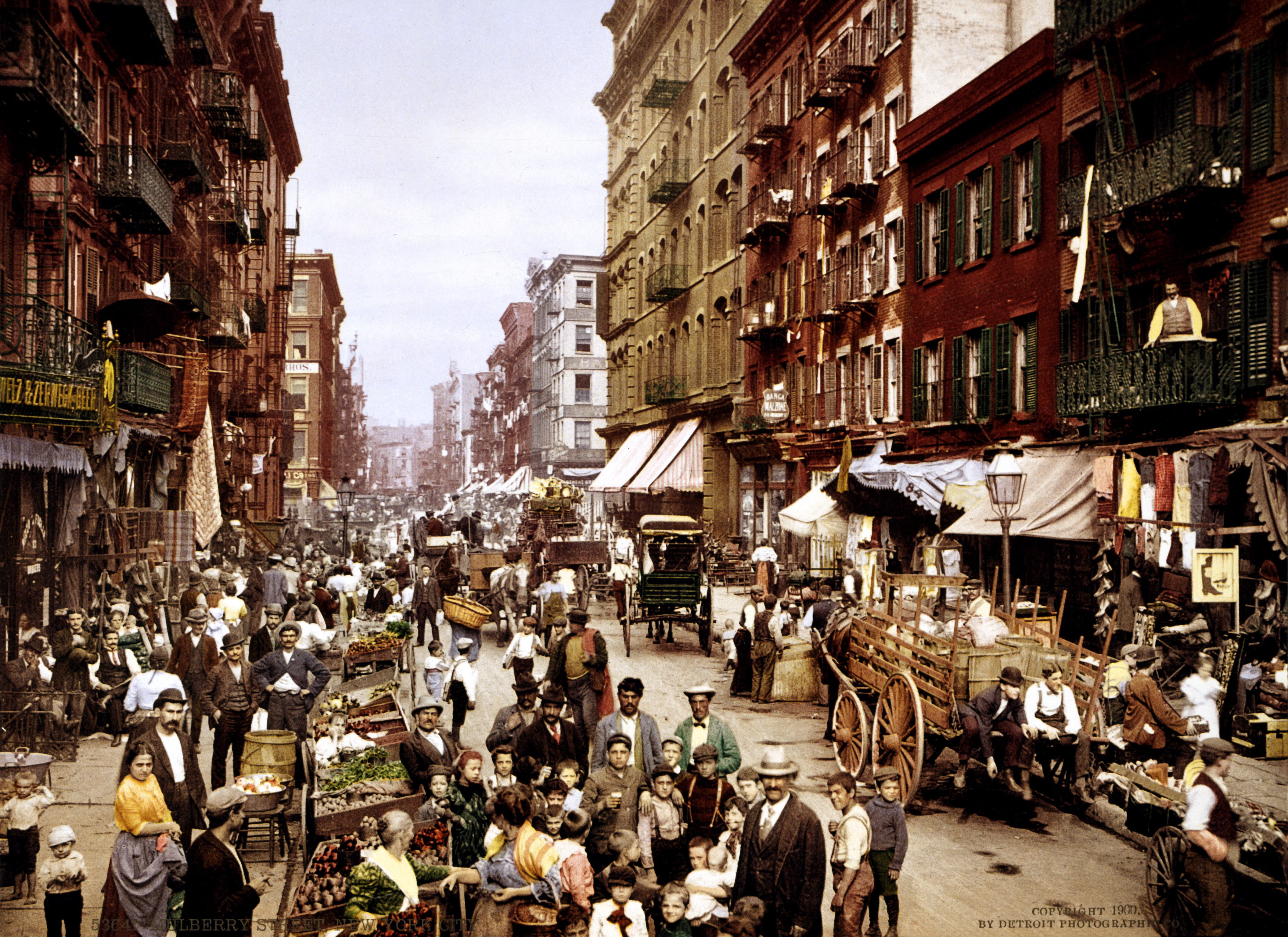
Fotocromia da Mulberry Street, na Little Italy (Manhattan), c. 1900.

Em 1883, a Ponte Brooklyn foi inaugurada, conectando a ilha de Manhattan com a cidade vizinha de Brooklyn. Em 1898, Brooklyn, bem como as diversas comunidades que atualmente formam Bronx, Queens e Staten Island, foram fundidas com Manhattan, para formar o que foi chamado de Grande Nova Iorque. Esta nova cidade era gigantesca, para padrões da época. Então, cerca de três milhões de pessoas viviam em Nova Iorque, com dois milhões apenas em Manhattan.
A construção de inúmeras pontes conectando as cinco regiões da cidade, bem como a construção de um eficiente sistema de metrô, facilitou a locomoção de pessoas e veículos ao longo da cidade. Como consequência, muitos habitantes abandonaram Manhattan, movendo-se para outras regiões da cidade.

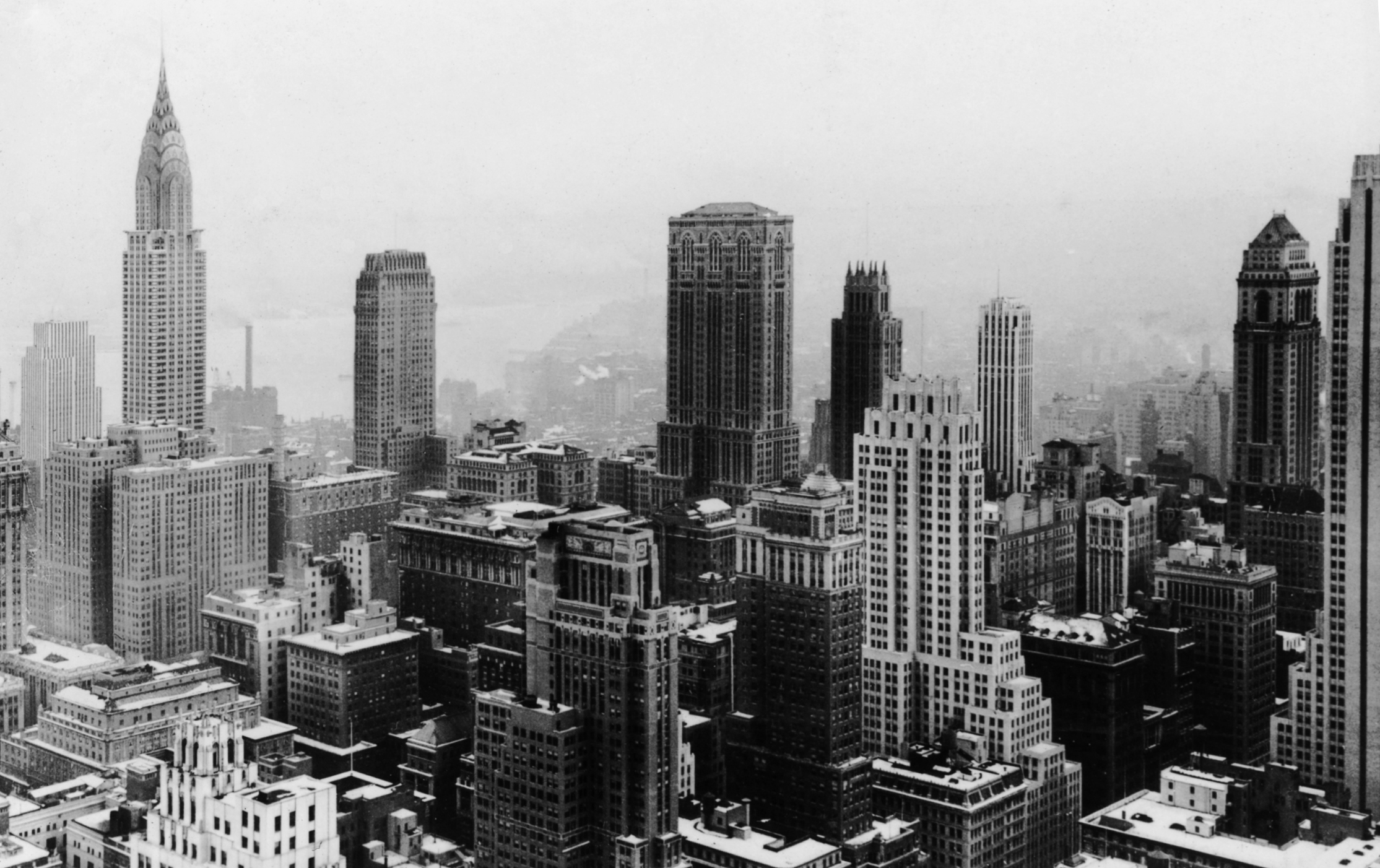
Centro de Manhattan em 1932, visto do Rockefeller Center.

Manhattan, porém, continuou como o distrito mais poderoso da cidade, bem como um dos principais centros financeiros do mundo. Por volta de 1905, a importância de Nova Iorque no cenário da economia mundial havia ultrapassado àquela de Londres. Enquanto isto, a Tammany Hall Society continuava a exercer grande influência em Nova Iorque, até 1934, quando o republicano Fiorello LaGuardia foi eleito prefeito da cidade.
Em 1930, já com mais de sete milhões de habitantes, Nova Iorque foi atingida pela Grande Depressão. Para resolver os grandes problemas socio-econômicos, grandes estruturas, como pontes e prédios foram construídos.
Houve também uma "corrida" pela edificação do prédio mais alto na cidade, o  que resultou na construção de grandes arranha-céus como o Chrysler Building e o Empire State Building.

### Ellis Island

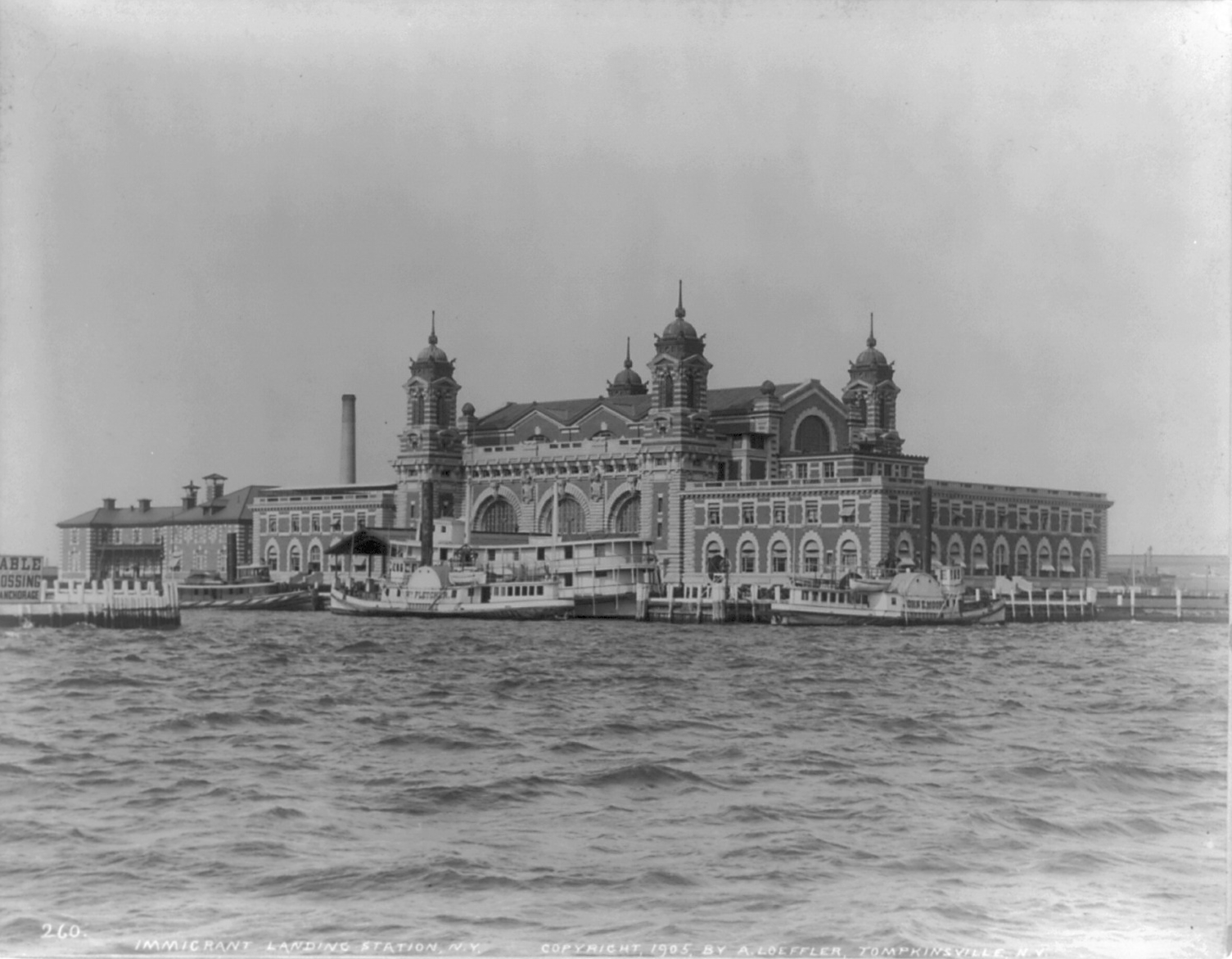
Ellis Island em 1905

Ellis Island foi a principal rota de imigrantes, de entrar no Estados Unidos no final do século XIX a meados do século XX. A operação foi a partir de 01 de janeiro de 1892, até 12 de novembro de 1954. É propriedade do governo Federal e agora faz parte da Estátua da Liberdade Monumento Nacional , sob a jurisdição do Serviço Nacional de Parques . Ele está situado no porto de Nova York , entre dois estados e cidades, Jersey City , New Jersey e New York , New York.
Mais de 12 milhões de imigrantes passaram por Ellis Island, entre 1892 e 1954. Depois de 1924, quando a Lei Origins Nacional foi aprovada, os imigrantes que passaram por lá foram deslocados ou refugiados de guerra. Hoje, mais de 100 milhões de americanos podem traçar sua ascendência aos imigrantes, que chegaram pela primeira vez na América através da ilha, antes de se dispersar para pontos em todo o país. Ellis Island foi o tema de uma disputa de fronteira entre Nova Iorque e Nova Jersey.

## 1940 - 2000
Desde o fim da Segunda Guerra Mundial, Nova Iorque foi afetada por inúmeros problemas. Poluição do ar e da água, congestionamentos em ruas, vias expressas, rodovias e no sistema de transporte público, falta de casas e apartamentos de baixos preços para pessoas de baixa renda mensal, alta taxa de criminalidade, conflitos raciais, e uma série de greves na década de 1960 e década de 1970.

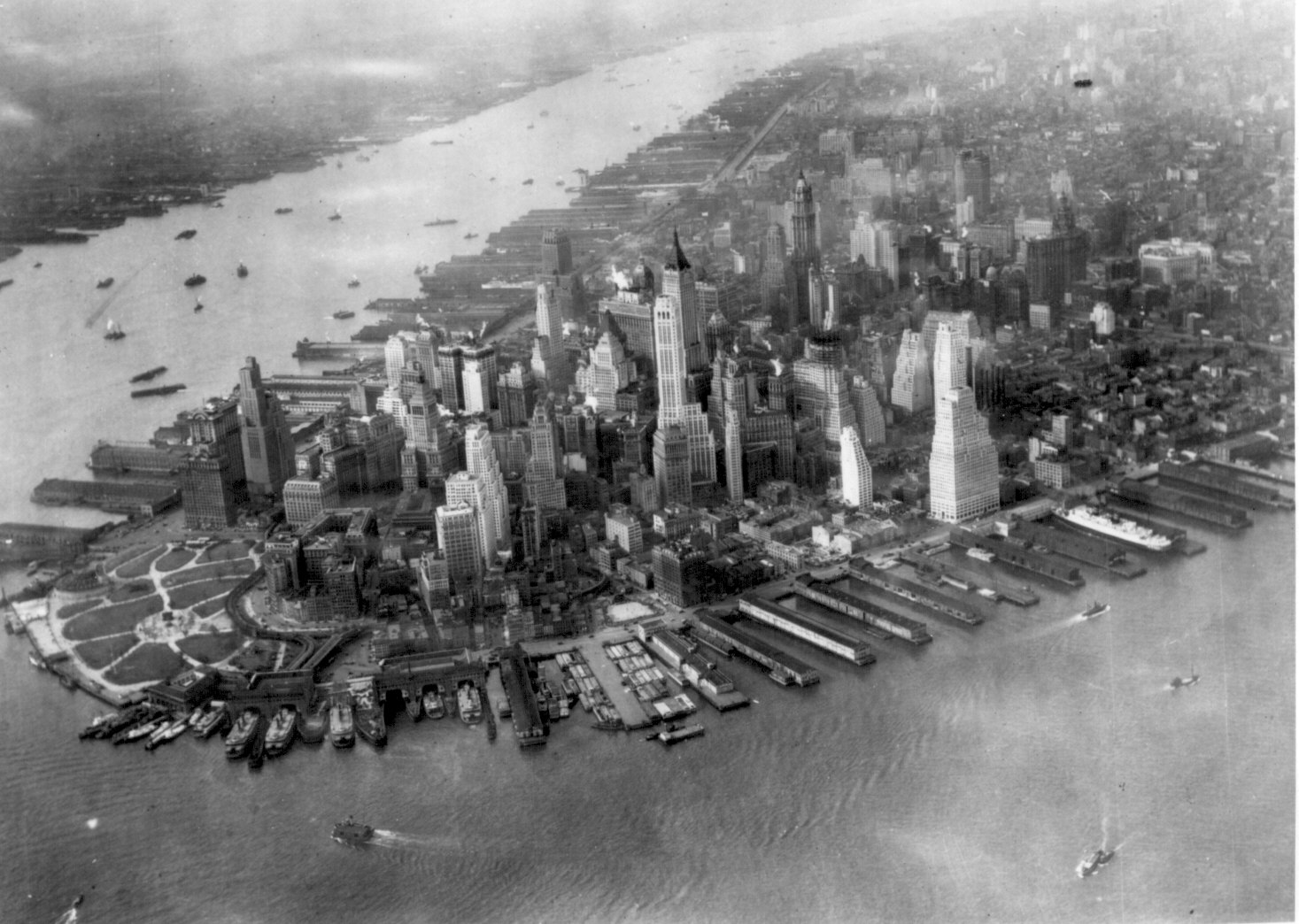
Lower Manhattan, Nova Iorque, 1942.

Uma crise financeira atingiu a cidade em 1975, quando a municipalidade não dispunha de suficientes recursos econômicos para o pagamento dos salários dos funcionários públicos. Este problema foi minimizado com aumento de impostos, eliminação de milhares de postos de trabalho e redução na quantidade de serviços públicos oferecidos pela municipalidade. Em 13 de julho de 1977, um blecaute, que durou por 25 horas, causou caos e roubo de propriedades. Estes problemas fizeram com que aproximadamente um milhão de pessoas, a maioria, brancos e de classe média, abandonassem Nova Iorque, mudando-se para outras cidades na região, uma perda que seria recuperada apenas na década de 1990. O número de pessoas vivendo abaixo da linha de pobreza e de sem-tetos aumentou drasticamente durante a década de 1980, e a taxa de criminalidade continuou muito alta. Tensões raciais também continuaram em alta durante a década de 1980, com três afro-americanos sendo assassinados em bairros considerados "brancos" (em 1982, 1986 e 1989, respectivamente), bem como o estupro de uma mulher branca por uma gangue de afro-americanos no Central Park, em 1989.
Em 4 de abril de 1973, o World Trade Center foi inaugurado. Em fevereiro de 1993, uma bomba explodiu numa garagem do World Trade Center, matando seis pessoas e ferindo outras mil, e causando cerca de 300 milhões de dólares, em danos. Neste mesmo ano, Rudolph Giuliani foi eleito prefeito da cidade, servindo até 2001. Sob seu comando, a economia da cidade cresceu, cerca de um milhão de imigrantes desembarcaram em Nova Iorque, a taxa de criminalidade caíra, e o valor da terra aumentara. Nova Iorque também aproveitou-se de mudanças na economia mundial, que provaram ser especialmente favoráveis para a cidade, por causa de seus sistemas de transporte altamente desenvolvido e sua infra-estrutura de telecomunicações, bem como sua grande população. Durante a década de 1990, Nova Iorque passou de uma metrópole em decadência para uma cidade global em plena revitalização.

## Desde 2000

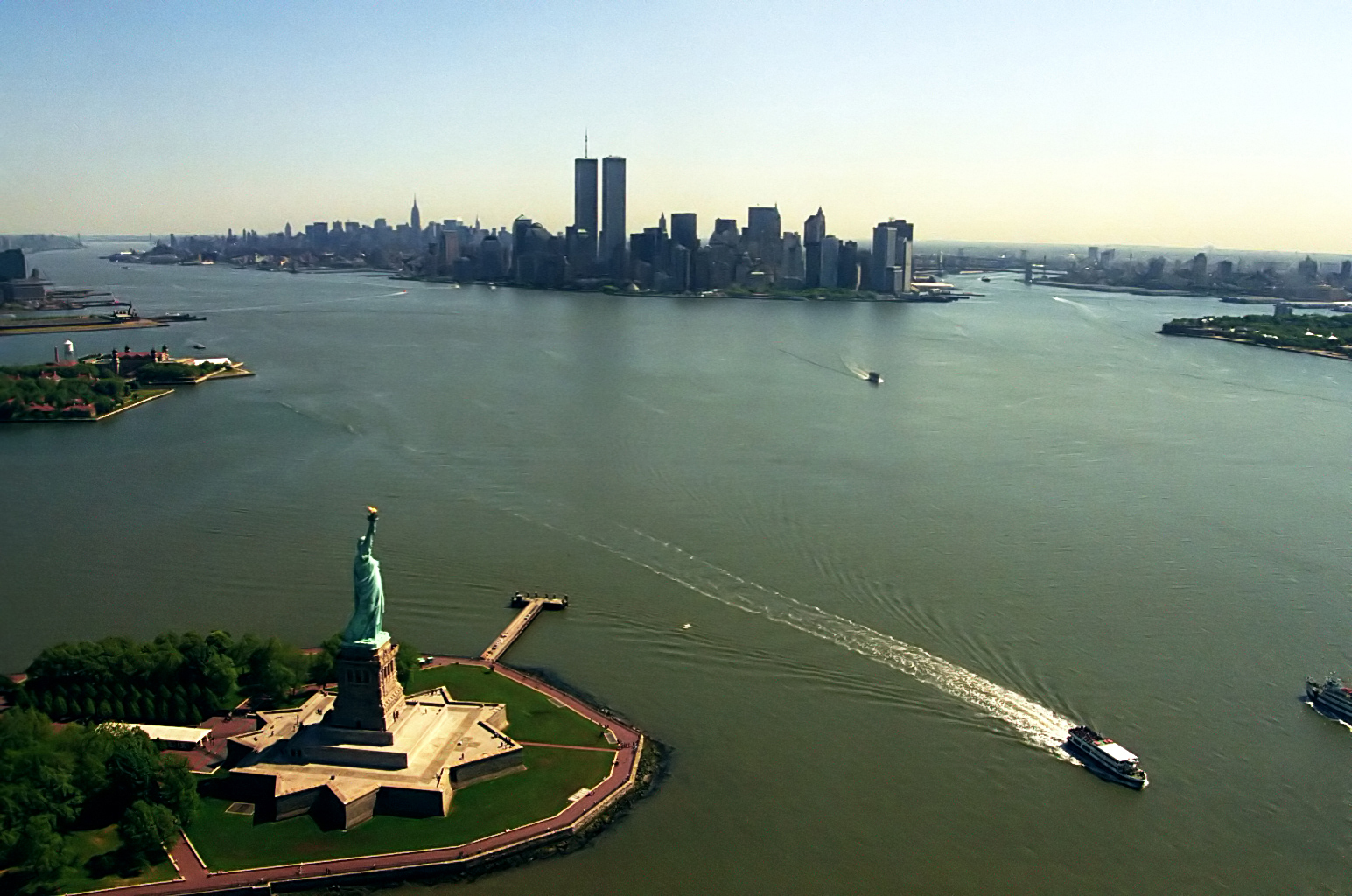
Lower Manhattan em julho de 2001, com as Torres do World Trade Center em destaque, antes dos atentados de 11 de setembro.

Em 11 de setembro de 2001, nos Ataques de 11 de Setembro, ambas as torres do World Trade Center foram atingidas por um Boeing 767 cada, causando a completa demolição delas. O Pentágono também foi atingido por um 767 sequestrado, e um quarto avião, também um 767, se chocou em solo na Pensilvânia. Aproximadamente três mil pessoas morreram, no total. Após este atentado, o pior na história americana desde o Ataque japonês a Pearl Harbor, foi realizada a limpeza dos destroços na área onde ficava o World Trade Center, conhecida como Ground Zero. O Freedom Tower será construído em seu lugar. A construção do novo arranha-céu iniciou-se oficialmente em 27 de abril de 2006. Sua inauguração está prevista para 2011, e será um dos arranha-céus mais altos do mundo, e possivelmente o mais alto do continente.

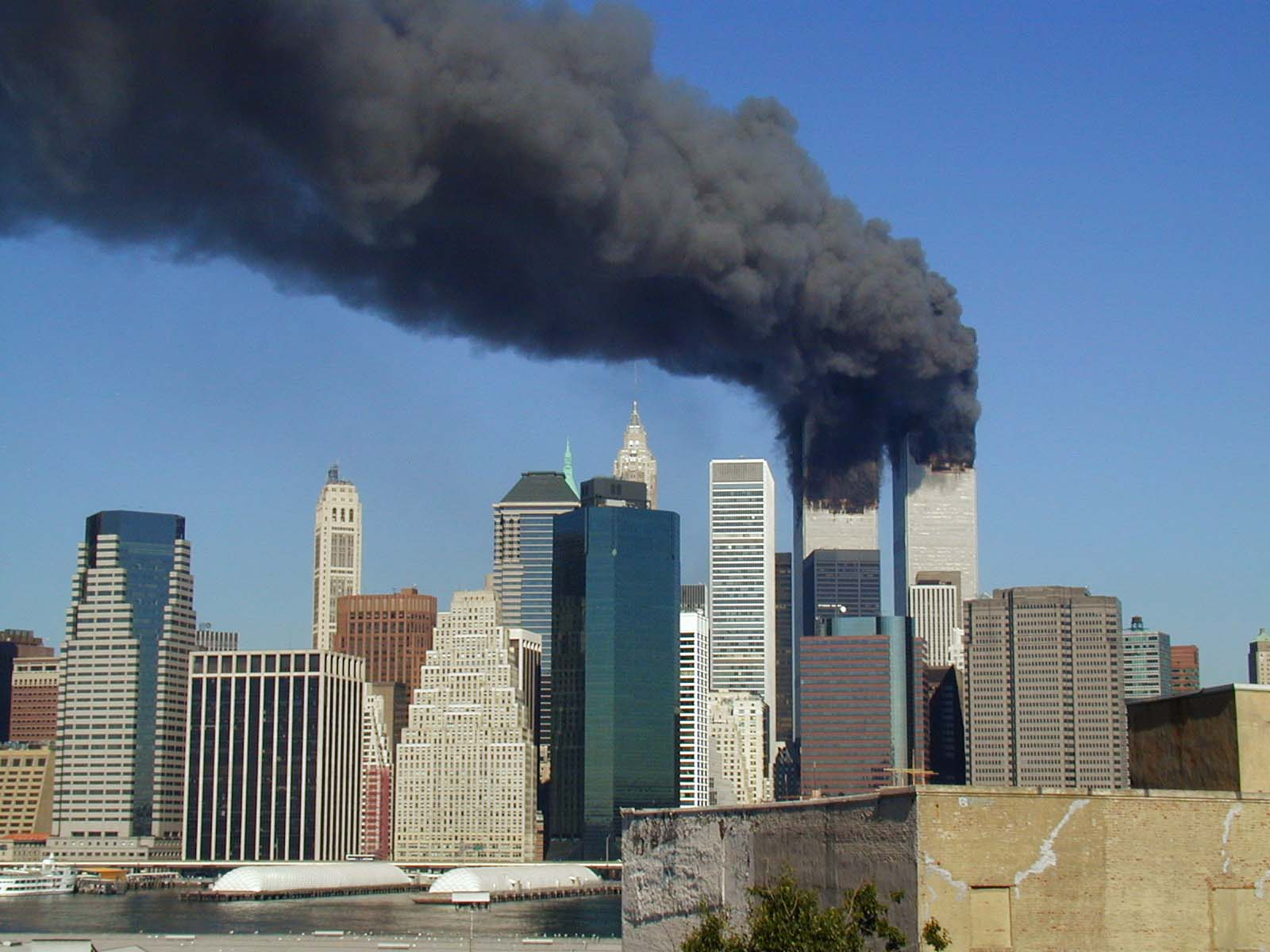
As torres gêmeas do World Trade Center queimando após os ataques de 11 de setembro de 2001. Foto a partir do Brooklyn, em torno de dez minutos após o segundo impacto.

Os Ataques de 11 de Setembro causaram grande impacto na cidade. Problemas de saúde, resultante da formação de grande quantidade de poeira, quando as torres desabaram, causaram e ainda continuam a causar problemas respiratórios em vários habitantes da cidade. Inúmeras pessoas, especialmente crianças, foram afetadas por problemas psicológicos. Apesar destes efeitos negativos, o ataque também criou um senso de orgulho nova-iorquino entre os habitantes da cidade, e o medo de possíveis ataques terroristas caiu dramaticamente.
Em 12 de novembro de 2001, um avião da American Airlines caiu em Queens, matando todos seus 260 passageiros e tripulantes, bem como outras cinco pessoas em solo. Um blecaute em 14 de agosto de 2003, que durou 24 horas, atingiu Nova Iorque, bem como outros estados no nordeste dos Estados Unidos, deixando também a província canadense de Ontário sem eletricidade.
Nova Iorque foi uma das candidatas aos Jogos Olímpicos de Verão de 2012, mas sua candidatura para sediar os jogos de 2012 foi descartada logo no início das avaliações dos candidatos. Eventualmente, em julho de 2005, Londres seria escolhida para sediar os jogos olímpicos de verão de 2012.
Em 11 de outubro de 2006, um avião, pilotado por Cory Lidle, jogador de basebol do New York Yankees, e seu instrutor, chocou-se com um prédio residencial em Manhattan, às 2h42min da tarde, horário local. O acidente, que ocorreu exatamente cinco anos e um mês após os Ataques de 11 de Setembro, fez com que terrorismo fosse cogitado como uma possibilidade, logo descartada pelo FBI. Ambos os tripulantes morreram no acidente.

Panorama da Lower Manhattan em 2006, na região sul de Manhattan, o maior dos três centros financeiros da cidade.